# Monumento a Colón (Buenavista, Ciudad de México)
El monumento a Cristóbal Colón de la Ciudad de México inaugurado en 1892 se ubicaba en la glorieta formada en la intersección de las calles Buenavista y Héroes Ferrocarrileros en la delegación Cuauhtémoc de la Ciudad de México.

## Historia
Hacia 1853, José Bernardo Couto, presidente de la Junta Directiva de la Academia de San Carlos expresó al gobierno mexicano el deseo de esculpir dos obras para establecerse en sitios públicos de la Ciudad de México. Uno dedicado a Agustín de Iturbide y el otro a Cristóbal Colón. La realización de las esculturas, según Couto, pondría en práctica el talento de la academia, embellecería la capital mexicana y, además, sería la primera en existir en el continente tributando al almirante. La encomienda de la estatua colombina fue dado a Manuel Vilar, popular y apreciado por entonces en la academia, quien inició el modelado en yeso de 1856 al 9 de septiembre de 1858, cuando remitió la nota de entrega a Couto, y quedando a satisfacción la junta directiva El modelo en yeso —que se conserva en la Sala 20 del Museo Nacional de Arte de México— quedaría resguardado en las galerías de la academia sin concretarse su fundición en bronce, en el taller de Miguel Noreña por el italiano Tomás Carandente, hasta 1892.
La estatua fue colocada en una peana diseñada por Juan Agea y emplazada en una plazoleta diseñada para ese fin, e inaugurado frente a la entonces estación central de Trenes de Buenavista en 1892 por la Junta Colombina que organizó los festejos del Cuarto Centenario del Descubrimiento de América. La inauguración fue encabezada por Porfirio Díaz, precedida por un magno desfile que partió desde Palacio Nacional hasta el emplazamiento actual de la escultura. Durante la develación del monumento, hubo sendos discursos por parte de Joaquín Baranda y Justo Sierra. 
Desde 2012, el carril confinado de la Línea 4 del Metrobús de la Ciudad de México flanquea el monumento.

## Galería de imágenes

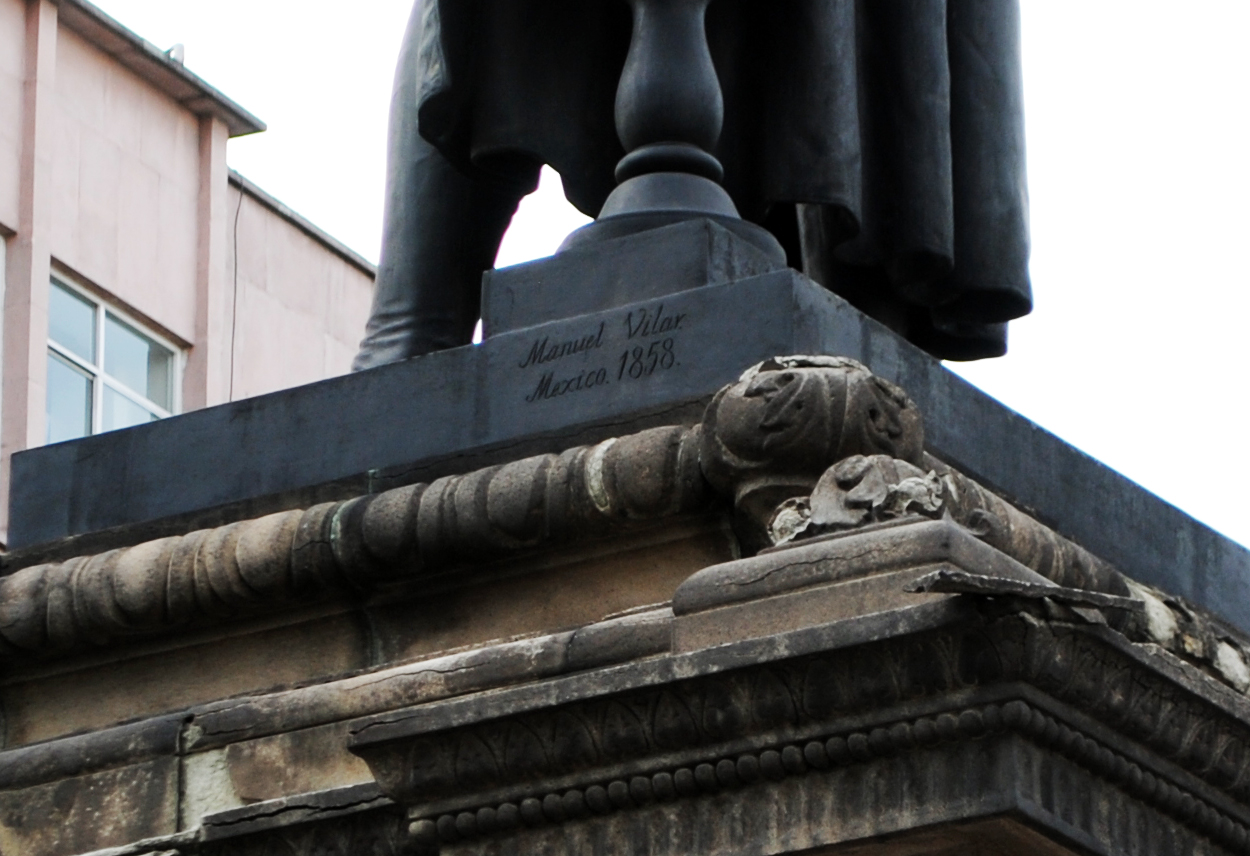
Firma de Manuel Vilar en la base de la escultura.
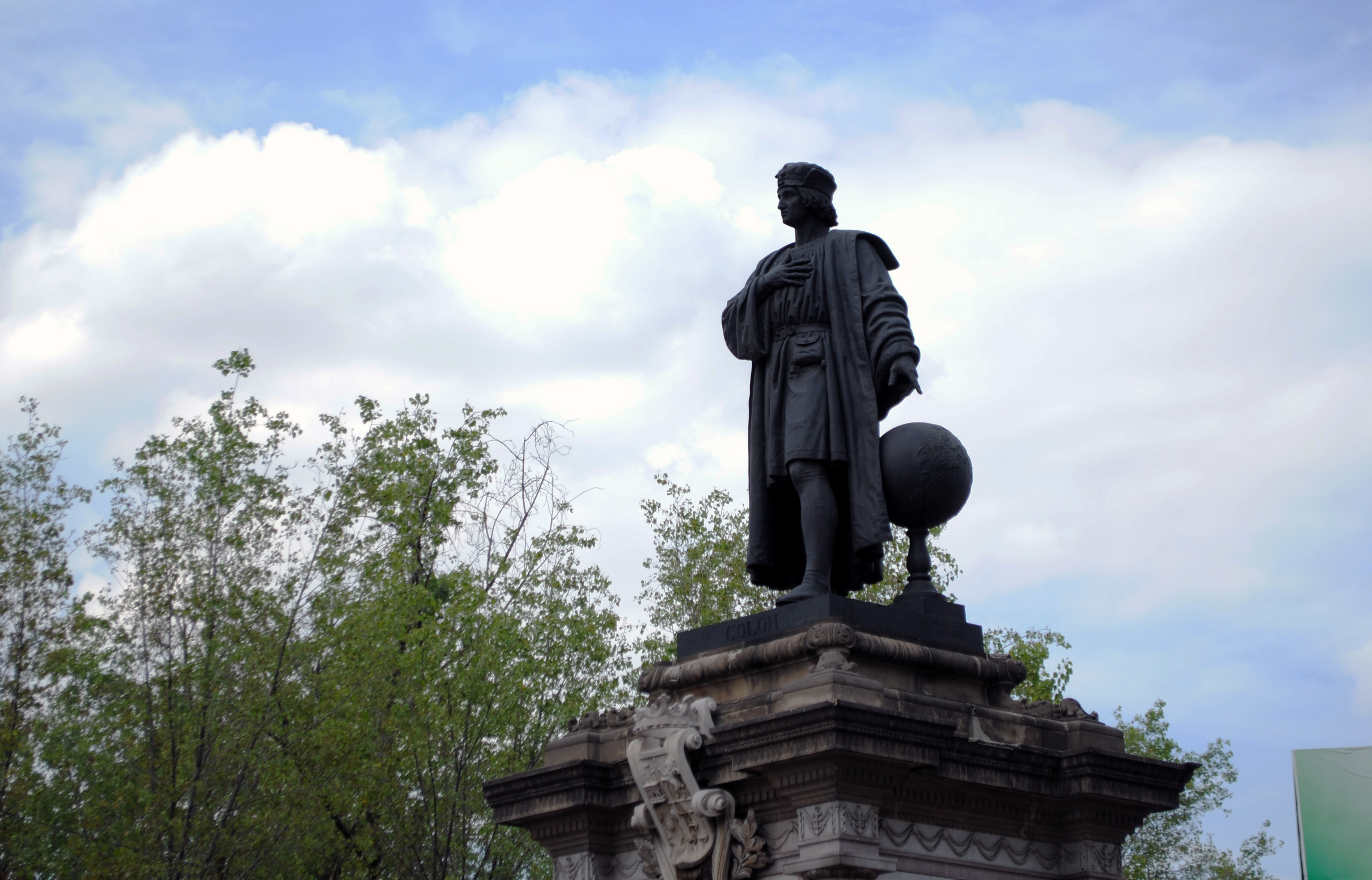
Detalle de la escultura.
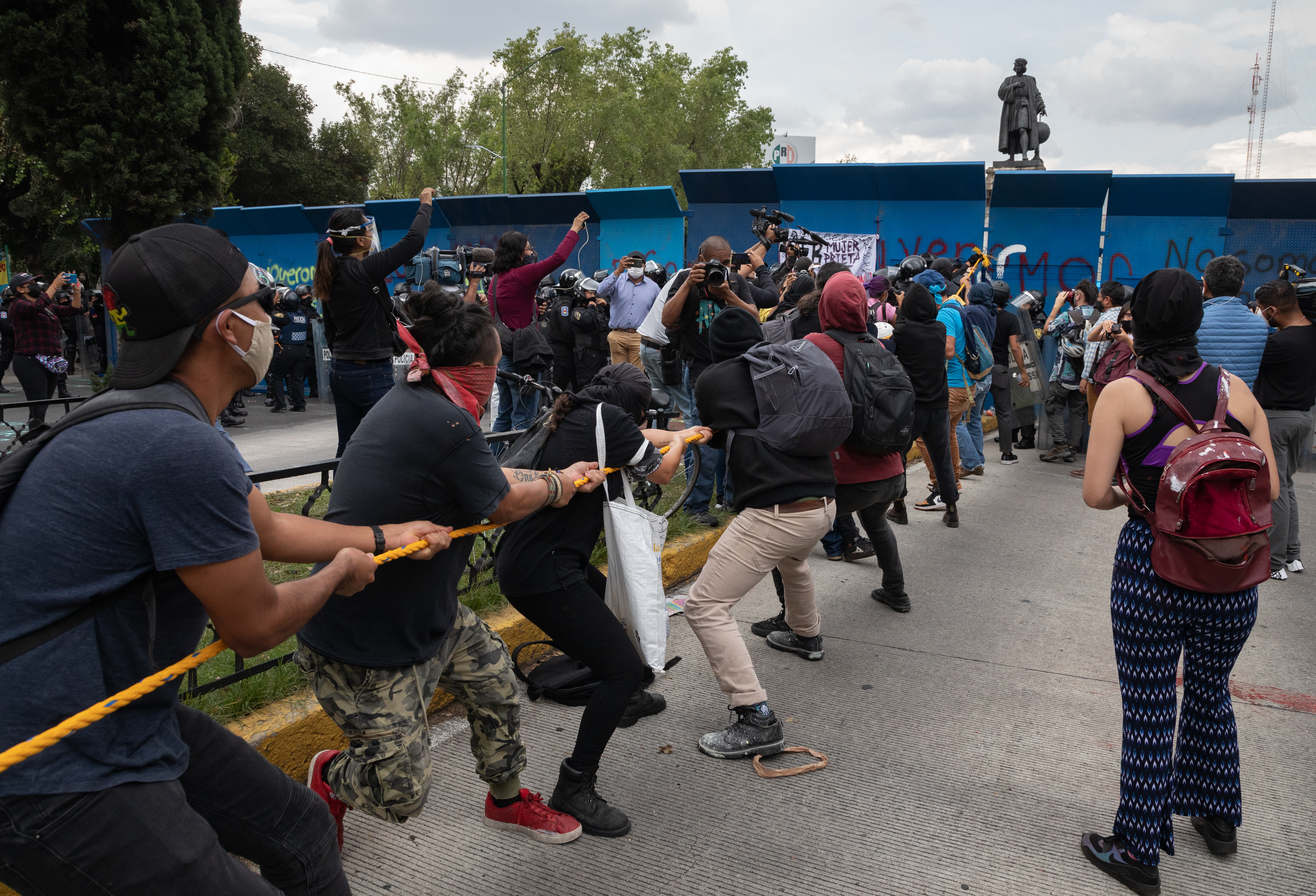
Personas intentando derribar la escultura el 12 de octubre de 2020.